# 左人郢

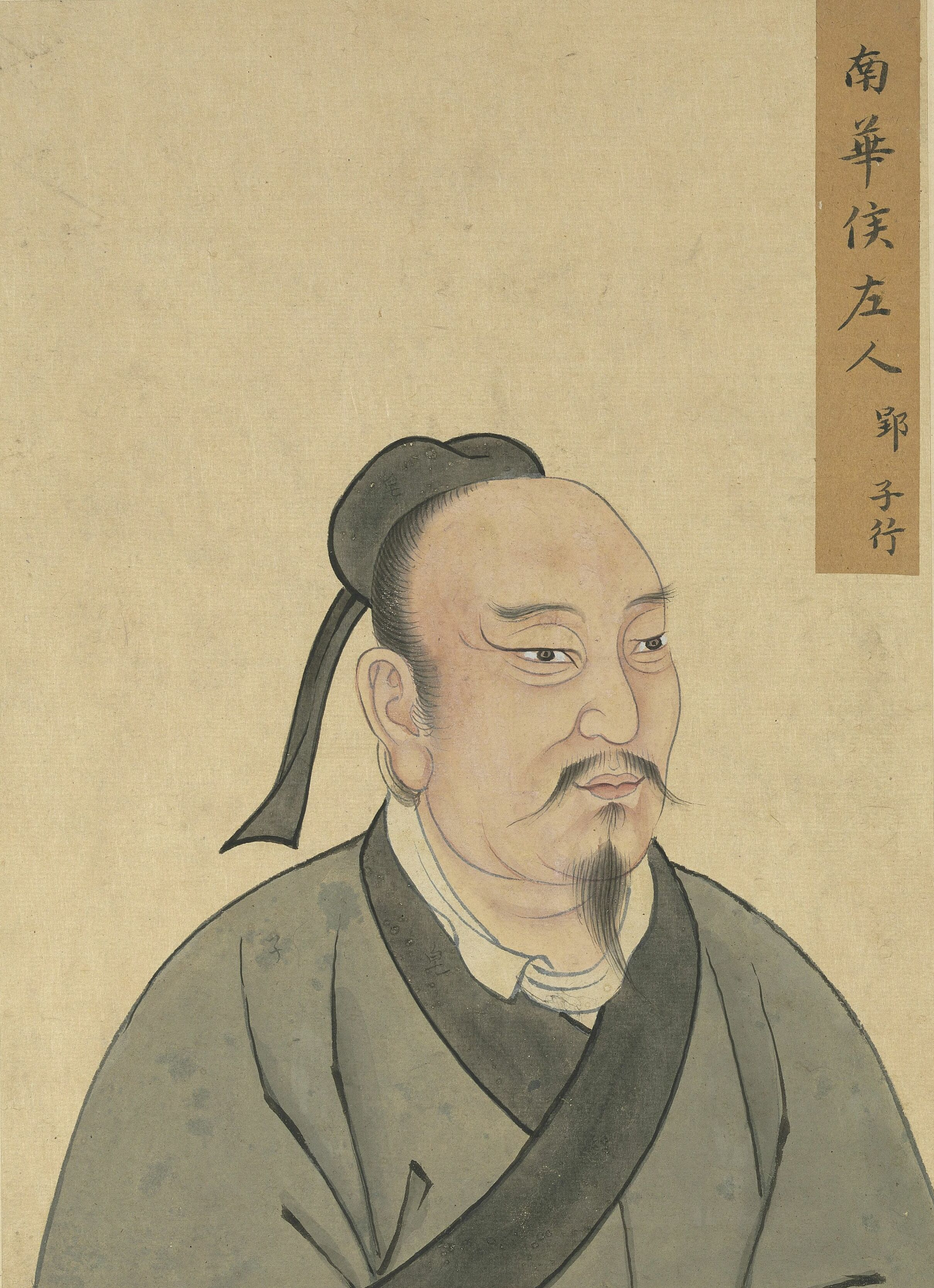
左人郢

左人郢（？—？），字行，《孔子家语·弟子解》作左郢，字子行。春秋时期鲁国人。孔子弟子。

## 生平
左人郢事迹不详。 

## 歷代追封
- 漢明帝永平十五年（72年）從祀孔廟。
- 唐玄宗開元二十七年（739年）封临淄伯。
- 宋真宗大中祥符二年（1009年）封南华侯。
- 明世宗嘉靖九年（1530年）封先賢左子，清朝改封先賢左人子。